# Bajkit
Bajkit (ros. Байкит) – wieś (ros. село, trb. sieło) w azjatyckiej części Rosji, na środkowej Syberii, w rejonie ewenkijskim Kraju Krasnojarskiego (dawnym Ewenkijskim Okręgu Autonomicznym). Osada była ośrodkiem administracyjnym rejonu bajkickiego.
Bajkit powstał w 1927 r. Nazwa pochodzi z języka ewenkijskiego i oznacza „bogate miejsce”.
We wsi zamieszkuje 4 070 osób, tj. ok. 72% całej populacji rejonu zajmującego powierzchnię ponad 100 tys. km².
Obecnie w miejscowości trwa budowa zakładu przetwarzającego ropę naftową.